# Amstel Gold Race 2000
L'Amstel Gold Race 2000 fou la 35a edició de l'Amstel Gold Race. La cursa es disputà el 22 d'abril de 2000, sent el vencedor final l'alemany Erik Zabel, que s'imposà a l'esprint en la meta de Maastricht.
191 ciclistes hi van prendre part, acabant la cursa 106 d'ells.

## Classificació final
|    | Ciclista             | Equip                 | Temps      |
| -- | -------------------- | --------------------- | ---------- |
| 1  | Erik Zabel           | Team Deutsche Telekom | 6h 13' 37" |
| 2  | Michael Boogerd      | Rabobank ProTeam      | m. t.      |
| 3  | Markus Zberg         | Rabobank ProTeam      | m. t.      |
| 4  | Romāns Vainšteins    | Vini Caldirola        | m. t.      |
| 5  | Hendrik van Dijck    | Palmans-Ideal         | m. t.      |
| 6  | Laurent Dufaux       | Saeco                 | m. t.      |
| 7  | Peter Van Petegem    | Farm Frites           | m. t.      |
| 8  | Zbigniew Spruch      | Lampre - Daikin       | m. t.      |
| 9  | Óscar Freire         | Mapei-Quick Step      | m. t.      |
| 10 | Francesco Casagrande | Vini Caldirola        | m. t.      |